# Neimongosaurus
Neimongosaurus – rodzaj teropoda z nadrodziny terizinozauroidów (Therizinosauroidea); jego nazwa znaczy „jaszczur z Mongolii Wewnętrznej”.
Żył w późnej kredzie na terenach Azji. Długość ciała szacuje się na około 2–3 m. Jego szczątki znaleziono w Chinach (w regionie autonomicznym Mongolia Wewnętrzna).
Neimongozaur to terizinozauroid znaleziony w pokładach o niepewnym wieku – czasem datuje się je na około 70 mln lat, a czasem na wiele wcześniejszy okres – około 92 mln lat. Neimongosaurus miał długą szyję i stosunkowo krótki ogon, cechy te zbliżają terizinozauroidy do owiraptorozaurów. Mocno spneumatyzowane kręgi i zaawansowana budowa obręczy barkowej Neimongosaurus obecne są przede wszystkim u bardziej zaawansowanych maniraptorów. Został opisany jako bardziej zaawansowany od Beipiaosaurus, ale mniej od rodziny Therizinosauridae. Według Clarka, Maryańskiej i Barsbolda (2004) Neimongosaurus zaliczany jest do Therizinosauridae, czyli byłby bardziej zaawansowany, jednak analiza przeprowadzona przez Lindsay Zanno (2010) także wskazuje na bardziej bazalną pozycję Neimongosaurus – jako taksonu siostrzanego dla kladu Enigmosaurus + Suzhousaurus + Therizinosauridae.
Neimongosaurus pochodzi z formacji Iren Dabasu, gdzie znaleziono głównie teropody, w tym aż trzy terizinozauroidy: Segnosaurus, Erliansaurus i właśnie Neimongosaurus. Największym drapieżnikiem tych terenów mógł być ogromny owiraptoryd Gigantoraptor. Poza tym znaleziono tam także hadrozaurydy Bactrosaurus i Gilmoreosaurus.

## Materiał kostny
Neimongosaurus znany jest z pozostałości dwóch osobników. Cenne jest to, że po raz pierwszy znaleziono dość kompletny kręgosłup terizinozauroida. Holotyp (LH V0001) zawiera część puszki mózgowej, przednią część żuchwy, która jest bardzo gruba, większość kręgosłupa i kręgów ogonowych, elementy kończyn przednich – pas barkowy, łopatki, kość promieniową i ramienną, pas miedniczny z częściowymi kośćmi biodrowymi, kość udową i piszczelową i większość stopy. Całość została zebrana w 1999 roku. Natomiast drugi osobnik, oznaczony LH V0008, zawiera: kość krzyżową z sześcioma kręgami i obie kości biodrowe znalezione na tym samym obszarze. Wśród znalezionego materiału brakuje tylko kompletnej czaszki i całych kończyn górnych.